# Nice Guys Finish First

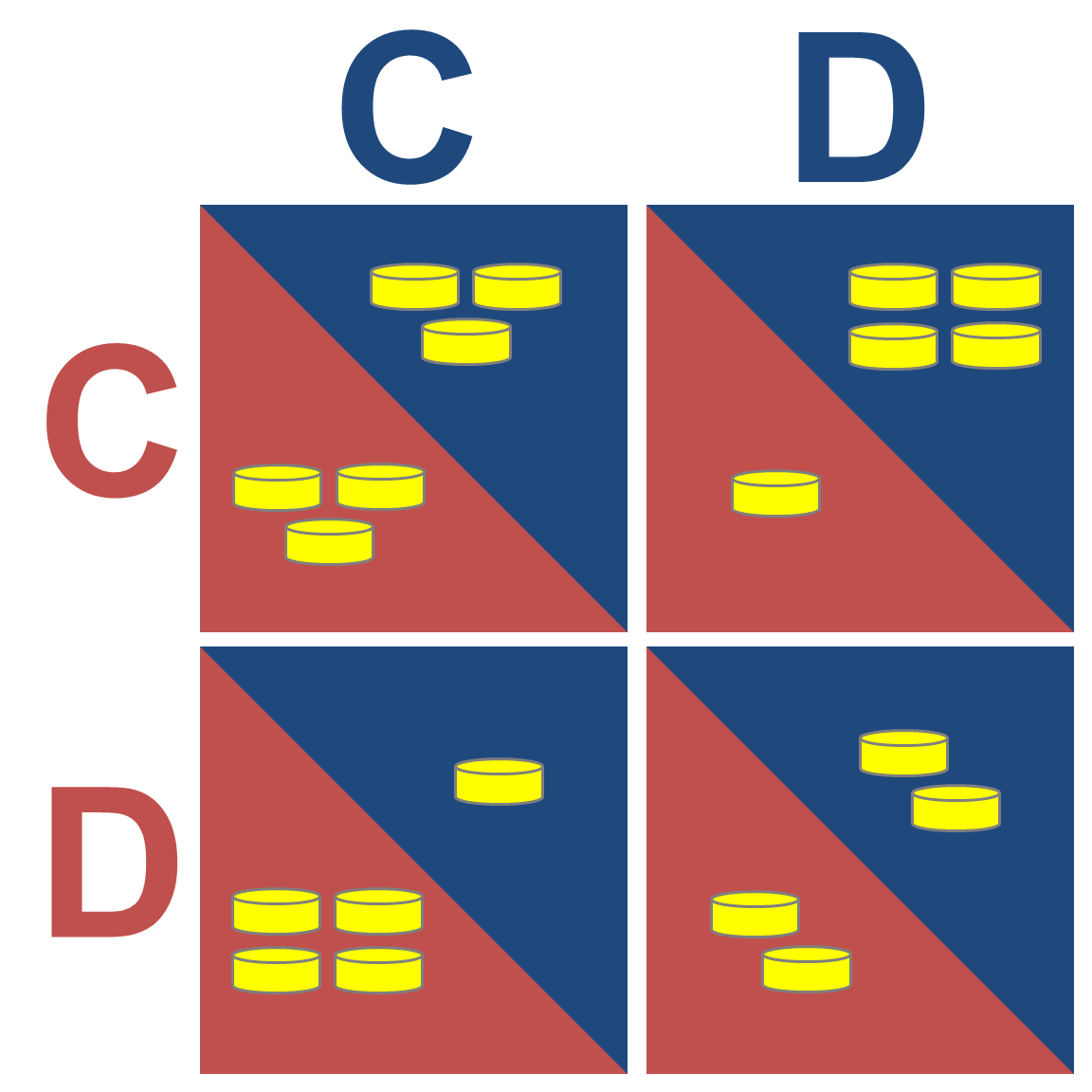
Tabuleiro de jogo representando o dilema do prisioneiro (teoria dos jogos) ilustrada no documentário Nice Guys Finish First, de Richard Dawkins.
(C = Cooperar, D = Danificar)

Nice Guys Finish First (episódio 14 da 22ª temporada da série Horizon, produzido pela BBC) é um documentário de Richard Dawkins de 1986 que discute egoísmo e cooperação, argumentando que a evolução geralmente favorece o comportamento cooperativo e concentra-se especialmente na estratégia olho por olho. Inspirado na lei de talião, é o nome do algoritmo vencedor em dois experimentos de Robert Axelrod com soluções para o dilema do prisioneiro (teoria dos jogos). O filme tem aproximadamente 45 minutos de duração e foi produzido por Jeremy Taylor.
O capítulo 12 do livro de Dawkins O Gene Egoísta (adicionado na segunda edição de 1989) também é chamado Nice Guys Finish First e aborda material semelhante.

## Visão geral
Na cena de abertura, Richard Dawkins responde muito precisamente ao que ele compreende como uma falsa representação de seu primeiro livro, O Gene Egoísta. Segundo Dawkins, a resposta da direita foi usá-lo como justificativa para o darwinismo social e a economia do laissez-faire (capitalismo de livre mercado). Dawkins examinou essa questão ao longo de sua carreira e concentrou grande parte de seu documentário The Genius of Charles Darwin nessa questão.
O conceito de altruísmo recíproco é um tema central desse documentário. Dawkins também examina a tragédia dos comuns e o dilema que isso representa. Ele usa a grande área de terra comum Port Meadow em Oxford, na Inglaterra, que foi prejudicada pelo sobrepastoreio, como um exemplo da tragédia dos comuns. Quatorze acadêmicos e especialistas em teoria dos jogos apresentaram seus próprios programas/estratégias de computador para competir em um torneio para ver quem venceria no dilema do prisioneiro. O vencedor foi 'tit for tat' (olho por olho), um programa baseado em retaliação mútua.
Seu algoritmo é simples: na primeira interação, 'tit for tat' coopera com o outro agente. A partir da segunda, age exatamente da mesma forma como o algoritmo de seu parceiro agiu na interação anterior. Dawkins ilustra as quatro condições desta estratégia vencedora:
1. A menos que atacado, o agente sempre cooperará.
2. Se for atacado, o agente retaliará.
3. O agente é rápido para perdoar.
4. O agente deve ter uma boa chance de competir contra o adversário mais de uma vez.

Em um segundo torneio, desta vez com mais de sessenta candidatos, 'tit for tat' venceu novamente.

## Ver mais
- Altruísmo recíproco
- Dilema do prisioneiro
- Estratégia evolucionariamente estável
- Etologia
- Mutualismo: Um Fator de Evolução
- O Gene Egoísta
- Olho por olho
- Seleção natural
- Sociobiologia
- Teoria dos jogos
- Tragédia dos comuns